# Инаугурация Гровера Кливленда (1885)
Первая инаугурация Гровера Кливленда в качестве 22-го Президента США состоялась 4 марта 1885 года. Одновременно к присяге был приведён Томас Хендрикс как 21-й вице-президент США. Председатель Верховного суда США Моррисон Уэйт проводил президентскую присягу, а присягу вице-президента принимал временный президент Сената США Джордж Эдмундс. 
В ходе инаугурации Кливленд использовал Библию, которая была дана ему в возрасте 15 лет его матерью. Вторая инаугурация Кливленда состоялась через восемь лет после первой, поскольку его два срока на посту не были последовательными. В связи с этим на сегодняшний день он — один из двух президентов США (второй — Дональд Трамп), которые  имеют двойную нумерацию в списке президентов.
Томас Хендрикс умер через 8 месяцев после начала исполнения обязанностей вице-президента, и должность оставалась вакантной, поскольку не было конституционного положения, которое позволяло бы занимать должность вице-президента; это впоследствии стало регулироваться Двадцать пятой поправкой, вступившей в силу в 1967 году.

## Галерея

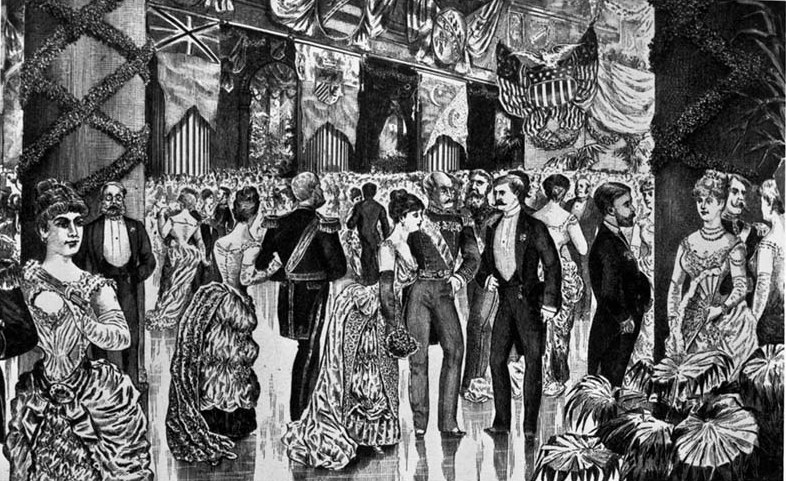
Инаугурационный бал